# Cross-origin resource sharing
Cross-origin resource sharing (CORS; с англ. — «совместное использование ресурсов между разными источниками») — технология современных браузеров, которая позволяет предоставить веб-страницам доступ к ресурсам другого домена. Является альтернативой JSONP, бывшей до некоторого времени основным способом преодоления ограничений, наложенных в правиле доменного ограничения относительно XSS-запросов, преодолевая неустранимое ограничение JSONP — невозможность получения данных методом POST.

## Суть технологии CORS

Есть три домена, позволяющие загрузить ресурсы с сервера U. Для того, чтобы это стало возможным, веб-серверу U, который отдает контент, достаточно указать в заголовке ответа Access-Control-Allow-Origin список доверенных доменов: A, B, C. Тогда для страниц этих доменов не будут действовать ограничения принципа одинакового источника на запрашиваемые страницы:
Access-Control-Allow-Origin: A, B, C
После этого, страницы доменов A, B, C смогут загружать контент с сервера U.
Для PHP это реализуется вызовом функции header():
```
<?php

    
header
(
"Access-Control-Allow-Origin: http://example.com"
);

?>

```

## Пример использования
Для инициализации cross-origin запроса браузер клиента добавляет в HTTP-запрос указание Origin (домена сайта, с которого происходит запрос). Например, страница http://www.a.com/page.html пытается получить данные со страницы http://www.b.com/cors.txt. В случае если браузер клиента поддерживает технологию CORS, запрос будет выглядеть так:
```
GET /cors.txt HTTP/1.1
Host: www.b.com
Origin: www.a.com

```

Если сервер www.b.com разрешает получение данных с www.a.com, то в ответе сервера будет присутствовать строка:
```
Access-Control-Allow-Origin: http://www.a.com

```

Если в ответе сервера отсутствует данная строка, то браузер, поддерживающий технологию CORS, вернёт код ошибки вместо данных.
В случае, если сервер хочет разрешить доступ для страниц с любого домена, он может указать в ответе:
```
Access-Control-Allow-Origin: *

```

Если сервер хочет разрешить доступ более чем одному домену, то в ответе сервера должно быть по одной строчке Access-Control-Allow-Origin для каждого домена.
```
Access-Control-Allow-Origin: http://www.a.com
Access-Control-Allow-Origin: http://www.b.com
Access-Control-Allow-Origin: http://www.c.com

```

На практике чаще используется запись из нескольких доменов, разделенных пробелом:
```
 Access-Control-Allow-Origin: http://www.a.com http://www.b.com http://www.c.com

```

## Соотношение CORS иJSONP
Технология CORS может быть использована как более современная и надёжная альтернатива JSONP, так как позволяет использовать все преимущества XMLHttpRequest, и в отличие от JSONP, не является уязвимой для SQL-инъекции. С другой стороны, технология CORS требует специальной поддержки в коде браузеров, а JSONP от этого не зависит.

## Поддержка браузерами
- Gecko 1.9.1 (Firefox 3.5[2], SeaMonkey 2.0) и выше.
- WebKit (Safari 4 и выше[3], Google Chrome 3 и выше[4], возможно более ранние).
- MSHTML/Trident 6.0 (Internet Explorer 10) имеет встроенную поддержку[5], MSHTML/Trident 4.0 и 5.0 (Internet Explorer 8 и 9) предоставляет частичную поддержку через XDomainRequest объект. Браузеры Internet Explorer 10 и 11, согласно имеющимся баг-репортам[6], не поддерживают CORS для интернациональных доменных имен (IDN), содержащих нелатинские символы.
- Presto браузеры (Opera) CORS реализован в Opera 12.00[7] и Opera Mobile 12, но не в Opera Mini.